# Stephen Cyril Etterick Weir
Sir Stephen Cyril Etterick Weir, novozelandski general in veleposlanik, * 5. oktober 1904, † 24. september 1969.
Med letoma 1955 in 1960 je bil načelnik Generalštaba Novozelandskih sil.